# Sonkajärvi
Sonkajärvi [ˈsɔŋkɑjærvi] ist eine Gemeinde in der finnischen Region Savo mit 3672 Einwohnern (Stand 31. Dezember 2022). Sie liegt im Norden der Landschaft Nordsavo an der Grenze zu Kainuu.
Die Gemeinde Sonkajärvi hat zwei Siedlungszentren: das Kirchdorf von Sonkajärvi, auch bekannt als Rutakko, und das Kirchdorf von Sukeva. Sukeva liegt an der Staatsstraße 5, die Finnland in Nord-Süd-Richtung durchschneidet, 25 Kilometer vom Gemeindezentrum entfernt. Außerdem gehören zur Gemeinde die Dörfer Aittokoski, Harva-Petäys, Järvenpää-Kukkopuro, Jyrkkä, Koirakoski, Mansikkavirta, Oinasjärvi, Paisua, Pohjoismäki, Savonvirta, Sonkakoski, Toivakko, Vännimäki und Kainuunmäki. Die größten Arbeitgeber von Sonkajärvi sind die Gemeindeverwaltung, das Gefängnis von Sukeva und der Fertighaushersteller Finndomo.
Besonders bekannt ist Sonkajärvi für die alljährlich stattfindenden Weltmeisterschaften im Ehefrauentragen (finnisch eukonkanto). Dabei haben die Teilnehmer eine Frau über einen Hindernisparcours zu tragen. Das Siegerteam wird anschließend mit dem Gewicht der Frau in Bier entlohnt. 

## Politik

### Gemeinderat
Wie in den meisten ländlichen Gegenden Finnlands ist in Sonkajärvi die bäuerlich-liberale Zentrumspartei die stärkste Partei. Im Gemeinderat verfehlte sie bei der Kommunalwahl 2017 mit etwa 43 % der Stimmen und 10 von 21 Abgeordneten knapp die absolute Mehrheit der Mandate. Die Sozialdemokraten sind mit fünf, die rechtspopulistischen Wahren Finnen mit vier Sitzen im Gemeinderat vertreten. Weiterhin im Gemeinderat vertreten sind das Linksbündnis und die konservative Nationale Sammlungspartei mit je einem Vertreter.
| Partei                          | Wahlergebnis 2017 | Sitze   |
| ------------------------------- | ----------------- | ------- |
| Zentrumspartei                  | 43,2 % (−0,9)     | 10 (−3) |
| Wahre Finnen                    | 18,0 % (−1,5)     | 4 (−1)  |
| Sozialdemokraten                | 19,8 % (+3,7)     | 5 (+1)  |
| Linksbündnis                    | 6,1 % (−1,6)      | 1 (−1)  |
| Nationale Sammlungspartei       | 6,0 % (−0,7)      | 1 (−1)  |
| Christdemokraten                | 3,8 % (+0,1)      | 0 (−1)  |
| Kommunistische Partei Finnlands | 3,1 % (+0,9)      | 0 (±0)  |

## Söhne und Töchter
- Päivi Räsänen (* 1959), Politikerin
- Jussi Vatanen (* 1978), Schauspieler
- Ilkka Pikkarainen (* 1981), Eishockeyspieler